# キジムナー

鳥取県境港市・水木しげるロードに設置されている「キジムナー」のブロンズ像。

キジムナーは、沖縄諸島周辺で伝承されてきた伝説上の生物、妖怪で、樹木（一般的にガジュマルの古木であることが多い）の精霊。精魔、セーマグ、ブナンガヤー、ブナガイ、ミチバタ、ハンダンミー、アカガンダーなどとも呼ばれる。

## 概要
人から恐れられることはあまりなく、「体中が真っ赤な子ども」あるいは「赤髪の子ども」「赤い顔の子ども」「長髪で全身毛だらけ」の姿で現れると言われることが多いが、また、手は木の枝のように伸びている、一見老人のようだがよく見ると木そのものである、などともいう。土地によっては、大きくて真っ黒いもの、大きな睾丸の持ち主などともいう。
跳びはねるように歩く。男女の性別があり、大人になって結婚もすれば、子どもを生んで家族連れで現れる、あるいは人間の家に嫁ぐこともあるなどとされる。
川でカニを獲ったり特に魚の左目または両目が好物で、キジムナーと仲良くなれば魚をいつでも貰え、金持ちになれるともされる。また、グルクンの頭が好物だともいう。海に潜って漁をするのが得意であっという間に多くの魚を獲る。また、水面を駆け回ることができ、人を連れながらでも水上に立てる。
いっぽうで人間の船に同乗して共同で漁を行うと伝えられ、ほかにも作業の手伝いをして褒美にご馳走をいただく、夕食時にはかまどの火を借りに来る、年の瀬は一緒に過ごすなど、人間とは「ご近所」的な存在であるといった伝承が多い。キジムナーとともに漁をすると、たちどころに船が魚であふれるほど魚が捕れるが、前述のようにキジムナーは好物の魚の目玉を食べるので、捕れた魚は必ず片目がないという。
人間と敵対することはほとんどないが、住みかの古木を切ったり虐げたりすると、家畜を全滅させたり海で船を沈めて溺死させるなど、一たび恨みを買えば徹底的に祟られると伝えられる。赤土を赤飯に見せかけて食べさせる、木の洞など到底入り込めないような狭い場所に人間を閉じ込める、寝ている人を押さえつける、夜道で灯りを奪うなどの悪戯を働くともいう。出入りが自在でどんな小さい隙間でも出入りが可能とされる。東北地方の座敷童子に近い伝承もあり、キジムナーに気に入られた家は栄え、反対に嫌われた家は滅びるとも伝えられる。
タコ、ニワトリ、熱い鍋蓋、屁を嫌うので、キジムナーと縁を切るにはこれらのものを使うか、キジムナーの宿っている木を焼いたり、釘を打ち込んだりすると良いという。ただし、ある老人がキジムナーと仲良くなった後、しばらくしてキジムナーを気味悪く思ったのでこのような方法で追い払ったところ、その老人は3日後に死んでしまったという話もある
火に関連しているという説もあり、旧暦8月10日にはキジムナー火が出るといって見物人が出たという。屋敷の古木に尾花を結んで木の下に立てると現れないとする。また、原因不明の怪火もキジムナーの火によるものといわれ、家の屋根からキジムナーの火が上がると死の予兆とされた。
昭和以降も沖縄の子供たちの間では、キジムナーの足跡を見るという遊びがあった。それによれば、静かで薄暗い場所に円を描き、小麦粉などの白い粉を撒き、円の中心に線香を立てて火を灯し、呪文を唱えて隠れてから20数えてもとの場所に戻ると、粉の上にキジムナーの足跡がついているという。

## 各地の伝承
- 沖縄県国頭郡大宜味村喜如嘉（きじょか）が伝承の発祥の地と言われ、喜如嘉では「ぶながやー」と呼ばれている。ここでは毎年旧暦8月8日に決まったある家の豚小屋に現れ、首を絞めて殺して火で全身を焼いていた[1]。また、魚を貰ったある男が面白半分で放屁すると突き放されて深みにはまって溺れた[1]。

- 国頭郡今帰仁村の羽地内海ヤガンナ島は死者を葬る島として一般人の立ち入りがタブー視されているが、この島ではキジムナーをセーマ（精魔）といって、島に立ち入った人間に対し、雄セーマは性器を、雌セーマは乳房をその者の口に突っ込んで窒息死させるといわれる[5]。

- 羽地村源河(現在の名護市字源河)で、ある老婆が川の近くを通ると川のそばの木の上に睾丸の大きな子供が枝を枕にして寝ており、老婆は竹竿でその睾丸を突くと子供は飛び上がってすぐにどこかへ行ったのか見当たらなくなった[1]。驚きつつ帰宅すると夜に寝たそばからあの消えた子供に襲われて動くこともできずに一晩中苦しめられた[1]。

なお、民俗学上、八重山諸島にはキジムナーの伝承は確認されないが、現在では沖縄県の妖怪・精霊として、全県的に定着している。

## 類似する妖怪
- 子供の様な姿や人間との関わりという共通点から、キジムナーは沖縄県版の河童とも言われる。
- 沖縄では大木に宿る精霊をキーヌシーというが、これを擬人化したものがキジムナーだとする説もある[6]。
- アフリカのモシ族は巨樹にキンキルシなる人型の精霊が宿ると考え、アロンエウェ族はバオバブの樹にはフィティなる精霊が、イチジクの仲間の巨樹にはトロウォという水辺に住む精霊が宿ると考えている[7]。
- ケンムン

## 派生物
- 沖縄テレビ放送ではマスコットキャラクターにキジムナーのキャラクターを採用している。愛称は「ゆ～たん」。
- 米子と境港を結ぶ西日本旅客鉄道（JR西日本）境線各駅には妖怪名を採った愛称が付されており、馬場崎町駅が「キジムナー駅」に当たる。
- 沖縄プロレスで、キジムナーをモチーフとした覆面レスラーが活動していた。